# Parafia św. Jana Chrzciciela w Giemlicach
Parafia św. Jana Chrzciciela w Giemlicach – parafia rzymskokatolicka należąca do dekanatu Żuławy Steblewskie archidiecezji gdańskiej. Została założona w XIV wieku. Prowadzą ją księża diecezjalni.

## Miejsca kultu
- Kościół św. Jana Chrzciciela w Giemlicach – kościół parafialny
- Kościół św. Antoniego z Padwy w Osicach – kościół filialny[1]
- ruiny kościoła w Steblewie[2]

## Zasięg parafii
Do parafii należą wierni z miejscowości: Giemlice, Długie Pole, Osice oraz Steblewo.